# がんばれ!ドンベ
『がんばれ!ドンベ』ははしもとみつおによる日本の漫画。『コロコロコミック』4号（1978年1月15日号）から1980年7月号まで連載された。てんとう虫コミックスは全2巻。電子書籍にて全5巻の完全版が販売している。

## あらすじ
小学校内の落ちこぼれチーム「ドンベグループ」の友情や、ドンベたちが色々なドジを踏みながらも困難に立ち向かい、克服していく様を描いた人情喜劇漫画。「笑って泣ける感動ギャグ漫画」を標榜していた。

## 登場人物
秀一
ドンベグループのリーダー格。喧嘩は学校一の強さだが、血の気が多いあまり、興奮すると鼻血を出してしまう。優等生の三宅とはよくいがみあうが、本当は三宅のことを心配している。
アケミ
ドンベグループの一員。秀一たちのマドンナ。両親は離婚しており、母と2人暮らし（父は再婚していて子供は2人）。母親が水商売をしているせいか、性的にはかなり早熟。さらに片親の寂しさからか、秀一たちに自分の胸を触らせたり、パンツを脱いで女性器を見せたりと、過剰に気を引く行動をとる。
ヨシオ
ドンベグループの一員。父親がラーメン屋をしている、坊主頭の少年。テストの点数は最高45点までしか取ったことが無い。漢字が苦手で、塾では漢字の書き取りばかりやらされている。
ひろ志
ドンベグループの一員。気が弱く、秀一たちの足を引っ張っているが、本人はそのことに気付いていない。
春夫
ドンベグループの一員。あだ名は「ハナ坊」。あだ名の由来はいつも洟垂れだから。性格は大人しい。
三宅
クラスの優等生グループのリーダー格であるメガネの少年。秀一達とはよくいがみ合うものの、敵対しているわけではなく、テストで悪い点を取って気を落としているときに秀一達に励まされたこともある。
正一
ドンベグループの担任の男の先生。宿題をさぼった生徒に罰を与えようとするなど厳格な先生であるが、九州在住の母親には頭が上がらない。

## ハナタレ学園
『熱血!!コロコロ伝説』Vol.1に本作が掲載された際に、巻末のシークレットファイルで、同作者の「ハナタレ学園」と本作の関連が記述されている。少年達が中年になって、高校時代を振り返る作品（ただし、秀一以外はヨシオと同じ顔の満作というキャラが存在するだけで、同一人物ではない）であるが、この作品のアケミに相当するヒロインは、高校時代に死亡している。